# Campylocentrum huebnerioides
Campylocentrum huebnerioides är en orkidéart som beskrevs av David Edward Bennett och Eric Alston Christenson. Campylocentrum huebnerioides ingår i släktet Campylocentrum och familjen orkidéer.
Artens utbredningsområde är Peru. Inga underarter finns listade i Catalogue of Life.